# PGC 41377
LEDA/PGC 41377 (NGC 4486A) ist eine elliptische Zwerggalaxie vom Hubble-Typ E2 im Sternbild Jungfrau auf der Ekliptik, die schätzungsweise 32 Millionen Lichtjahre von der Milchstraße entfernt ist. Gemeinsam mit zwölf weiteren Galaxien bildet sie die NGC 4442-Gruppe (LGG 288) und wird unter der Katalognummer VCC 1327 als Mitglied des Virgo-Galaxienhaufens aufgeführt. Sie ist eine Begleiterin der Riesengalaxie Messier 87.
Im selben Himmelsareal befinden sich u. a. die Galaxien NGC 4478, IC 3440, IC 3443, IC 3459.